# Тельтофт, Ольга Ярославна
Ольга Ярославна Тельтофт (1915—1946 ?) — поэт русского зарубежья.

## Биография
Родилась в 1915 году в Екатеринбурге. В возрасте пяти лет вместе с матерью и братом переехала в Маньчжурию, в Харбин.
Автор сборника «Бренные песни» (Харбин, 1943). Жена поэта Владимира Слободчикова (род. в 1913), который, оставив её, вернулся в Россию. Жила в Харбине, в 40-е — в Шанхае.
Принимала участие в харбинском литературном объединении «Чураевка». Печаталась в дальневосточном журнале «Рубеж». Два её стихотворения из «Бренных песен» были напечатаны в антологии «Песни с Востока», вышедшей в Австралии в 1989 году.
В книге Л. Фостер «Библиография русской зарубежной литературы» приводится приблизительная дата смерти поэтессы — 1946 год.

### Сочинения и труды

#### Отдельные издания и рецензии на них
1. Бренные песни — Харбин, 1943

### Персоналия